# IC 3834
IC 3834 ist eine 13,7 mag helle Spiralgalaxie vom Hubble-Typ Sb im Sternbild Rabe. Sie ist schätzungsweise 191 Millionen Lichtjahre von der Milchstraße entfernt. 
Die Galaxie wurde am 14. April 1895 von Guillaume Bigourdan entdeckt.